# Chikara to onna no yo no naka
Chikara to onna no yo no naka (力と女の世の中, literalmente El mundo del poder y las mujeres o Las mujeres y la fuerza) es una película animada en blanco y negro de 1933 dirigida por Kenzō Masaoka, y el primer anime japonés sonoro con voces en off. Se desconoce la existencia de copias y actualmente está considerada un film perdido.
La película cuenta la historia de un hombre japonés casado con una mujer mucho más grande y fuerte que él. Cansado de la mala relación con su «masculina» esposa, el hombre decide tener un amorío con su secretaria mecanógrafa.
Chikara fue catalogada como «Lo mejor de lo mejor» en el Decimosegundo Festival Japonés de Artes Multimedia.

## Personal
| - Personaje principal, marido — Roppa Furukawa - Esposa — Ranko Sawa - Mecanógrafa — Yōko Murashima - Tarō — Akio Isono - Jirō — Hideo Mitsui - Hanako — Fusako Fujita - Toshiko — Yōko Fujita | - Dirección — Kenzō Masaoka - Guion, idea original — Tadao Ikeda - Fotografía — Kimura Tsunoyama - Música — Masanori Imasawa - Sonido — Haruo Tsuchihashi - Producción — Shirō Kido |

Fuentes 